# Illes Willis
Les illes Willis són un petit arxipèlag que es troba a l'oest de l'illa de Geòrgia del Sud a les illes Geòrgia del Sud. Es troba dues milles a l'oest de l'illa Bird, de la qual les separa l'estret de Stewart. Van ser descobertes el 14 de gener de 1775 pel capità James Cook i batejats pel guardiamarina de Cook, Thomas Willis, primer membre de la tripulació en veure-les. Les illes Willis van ser cartografiades amb més detall i anomenades individualment pel personal de Discovery Investigations entre 1926 i 1930.
Hi cria l'os marí antàrtic.